# Aituto
Der osttimoresische Suco Aituto (Aitutu) liegt im Süden des Verwaltungsamts Maubisse (Gemeinde Ainaro).

## Geographie

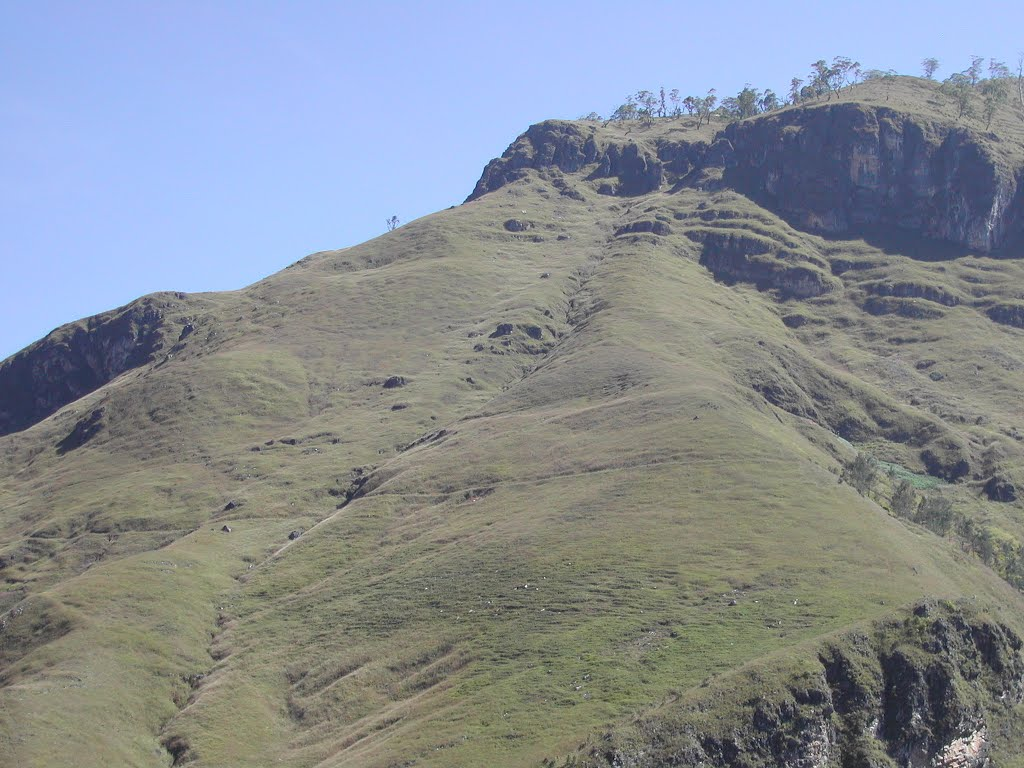
Kahle, nur mit Gras bewachsene Hänge des Ailora in Lientuto

Aituto liegt im Süden des Verwaltungsamtes Maubisse. Nordwestlich befinden sich die Sucos Horai-Quic und Maubisse und nordöstlich die Sucos Edi und Manetú. Im Südwesten grenzt Aituto an das Verwaltungsamt Hatu-Builico mit seinen Sucos Mauchiga und Mulo und im Südosten das Verwaltungsamt Same (Gemeinde Manufahi) mit seinem Suco Holarua. Der Fluss Belulik entspringt im südlichen Grenzgebiet mit Mulo. Der Colihuno, ein Nebenfluss des Carauluns, bildet Aitutos Nord- und Ostgrenze. Der Ersalibuti ist ein Ponor von einigen Metern Durchmesser, in dem der Wasserfall von Aituto (08° 53′ 44″ S, 125° 35′ 23″ O) fließt und einen kleinen See bildet. Er befindet sich an der Grenze zu Mulo, etwa hundert Meter abseits der Überlandstraße zwischen den Städten Maubisse und Ainaro und etwa zwei Kilometer entfernt vom Fleixa-Pass  (Fleicha, Flecha, 08° 53′ 30,8″ S, 125° 35′ 46,5″ O). Nördlich des Fleixa-Passes befindet sich der Berg Ailora (2008 m, 08° 53′ S, 125° 36′ O). Er gilt als Heiligtum und trägt auf seiner Spitze ein Gipfelkreuz, zu dem man wandern kann.
Der Suco hat eine Fläche von 42,48 km² und teilt sich auf in die neun Aldeias Aihou, Airaca-Lau (Airacalau, Airakalau), Betulala, Goulolo (Kulolo), Hato-Buti (Hatobuti, Hatubuti), Lebututo (Lebotutu, Lebotuto), Lientuto (Lihentutu), Mau-Lefo und Russulau (Rusulau).
Beim Ort Lientuto, im Westen des Sucos, treffen die Überlandstraßen aus dem Ort Maubisse (und weiter aus Aileu und Dili), Same und Ainaro aufeinander. Hier befindet sich der Sitz des Sucos, die weiße katholische Kirche von Aituto, die Grundschule Fleixa und ein Friedhof. An der Straße nach Maubisse liegen (von Nord nach Süd) die Orte Aihou, Flisac und Russulau. An der Straße nach Same befindet sich das Dorf Airaca-Lau mit der gleichnamigen Kapelle und ganz im Süden der Ort Betulala, das ebenfalls eine Kapelle hat. Nah der Grenze zu Mulo befindet sich an der Straße nach Ainaro das Dorf Era Leso. Im Norden liegen die Ortschaften Mau-Lefo. Am Südufer des Colihuno befinden sich die Dörfer Hato-Buti und Goulolo und ebenfalls im Norden des Sucos die Siedlungen Kolohunu, Manosahe und Samoro.

## Einwohner

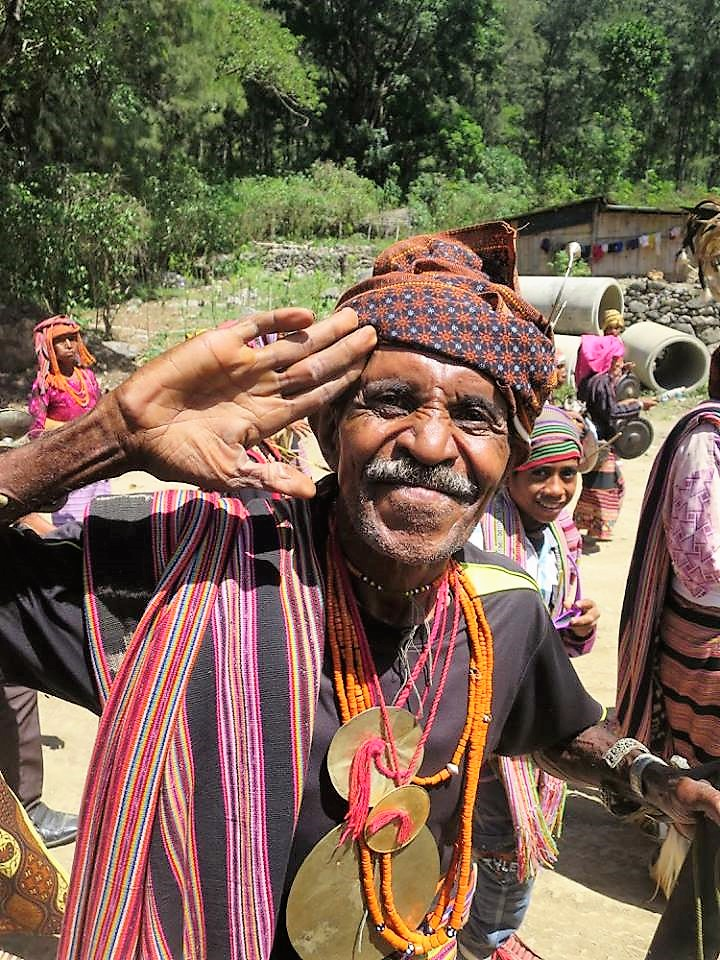
Festtagskleidung

Im Suco leben 6.262 Menschen (2022), davon sind 3.218 Männer und 3.044 Frauen. Im Suco gibt es 1.100 Haushalte. Etwa 95 % der Einwohner geben Mambai als ihre Muttersprache an. Der Rest spricht Tetum Prasa.

## Geschichte
Während der portugiesischen Kolonialzeit war der Suco bekannt für seine traditionellen Hütten, die an der Dachspitze mit Büffel- oder Ziegenhörnern geschmückt waren. 1911 war der Bruder von Boaventura, Liurai von Manufahi, der Liurai von Aituto. Er unterstützte Boaventura bei seinem Aufstand gegen die Portugiesen, der  Rebellion von Manufahi, einem der größten Aufstände in der portugiesischen Kolonialgeschichte.
Im Zweiten Weltkrieg besetzte Japan das damalige Portugiesisch-Timor. Während der Besatzung kam es zu Kämpfen zwischen Mambai aus Ainaro, Aileu und Same. Während die einen die Japaner unterstützten, verweigerte die andere Gruppe den Invasoren die Erlaubnis einen Militärposten auf dem heiligen Grund am Fleixa-Pass zu errichten. Die Japaner ließen die Einheimischen den Streit unter sich ausfechten.
Ende Januar 1976 kämpften die indonesischen Invasoren und der osttimoresischen Widerstand der FALINTIL am Fleixa-Pass um die Kontrolle der wichtigen Verbindungsstraße. Erst am 23. Februar konnten die Indonesier schließlich von Norden kommend die Stadt Ainaro erreichen. Bei einem Hinterhalt der FALINTIL in den Bergen bei Aituto starben am 15. April 1976 54 indonesische Soldaten des 405. Infanteriebataillon, die mit einem Lastwagenkonvoi unterwegs waren.
Am 20. August 1982 griffen FALINTIL-Kämpfer unter anderem die Hansip (Zivilverteidigung) in Aituto an. Dies war Teil des Cabalaki-Aufstands. Die Indonesier schickten sofort Truppen in die Region. Häuser wurden niedergebrannt, Schulen geschlossen und Frauen und Kinder dazu gezwungen, Wache in Militärposten zu halten. Es kam zu Zwangsumsiedlungen, Brandschatzung, Plünderungen und Vergewaltigungen. Die Militärposten wurden in jeder Aldeia der Region errichtet. FALINTIL-Kämpfer und ein Großteil der Bevölkerung flohen aus dem Gebiet.
1989 brannten indonesische Soldaten die Kaffeeanpflanzungen und Wälder im Suco nieder, um Rebellen auf den Berghängen zu jagen. Dörfer, von denen man vermutete, dass sie Rebellen Zuflucht boten, wurden dem Erdboden gleichgemacht.

## Politik
Bei den Wahlen von 2004/2005 wurde Amandio da Silva zum Chefe de Suco gewählt. Bei den Wahlen 2009 gewann António Mendonca Paecheco. und wurde 2016 in seinem Amt bestätigt.

## Wirtschaft
Um die Haushaltskasse aufzubessern, wird von vielen Familien Kaffee angepflanzt. Für den Anbau des sonst im nördlichen Ainaro übliche Mais ist das Wetter an den Berghängen des Sucos oft zu windig, weswegen hier auch Weizen und Gerste angebaut werden. Für die Ernte in August/September wird im April oder Mai gesät, dann nochmal im November für die Ernte im März. Zusätzlich pflanzt man Bohnen, Bananen, Kartoffeln und Taro. Vor allem im Januar/Februar kann es zu Engpässen bei der Nahrungsmittelversorgung kommen.

## Persönlichkeiten
- João Pedro (* 1998), Fußballspieler